# Knautia arvernensis
Knautia arvernensis är en tvåhjärtbladig växtart. Knautia arvernensis ingår i släktet åkerväddar, och familjen Dipsacaceae.

## Underarter
Arten delas in i följande underarter:
- K. a. arvernensis
- K. a. catalaunica